# Allium stellatum
Allium stellatum är en flerårig ört i släktet lökar och familjen amaryllisväxter. Arten beskrevs först av Thomas Nuttall och John Bellenden Ker Gawler. Inga underarter finns listade i Catalogue of Life.

## Utbredning
A. stellatum växer vilt i centrala Nordamerika, från Saskatchewan, Manitoba och Ontario i norr till Texas i söder. Den odlas även som prydnadsväxt utomhus i andra delar av världen.